# Giessenburg
Giessenburg ist ein Ort und eine ehemals selbständige Gemeinde in der niederländischen Provinz Südholland. Sie wurde am 1. September 1957 durch die Vereinigung der beiden Gemeinden Giessen-Nieuwkerk und Peursum neu gebildet. Am 1. Januar 1986 wurde sie mit Arkel, Hoogblokland, Hoornaar, Noordeloos und Schelluinen zur neuen Gemeinde Giessenlanden (seit 2019 Teil von Molenlanden) zusammengeschlossen.